# Inés Melchor
Santa Inés Melchor Huiza (née le 30 août 1986 à Acobambilla, Huancavelica) est une athlète péruvienne, spécialiste du fond et du marathon. Elle participe aux Jeux olympiques d'été de 2012 se classant 25e avec un temps de 2 h 28 min et 54 s. En septembre 2014, elle se classe 8e du marathon de Berlin avec un temps de 2 h 26 min et 48 s, nouveau record du Pérou et d'Amérique du Sud. Elle détient également le record du Pérou sur 5 000 m et 10 000 m.
Elle a gagné bon nombre de titres en jeunes et juniors sur le continent sud américain et elle a participé aux championnats du monde d'athlétisme 2003 alors qu'elle n'avait que 16 ans. Elle gagne le 5 000 m et 10 000 m aux championnats d'Amérique du Sud d'athlétisme 2009. Elle termine 3e sur 5 000 m des jeux panaméricains de 2011. Elle est triple championne de cross aux South American Cross Country Championships (en).

## Biographie

### Palmarès
| Date | Compétition                    | Lieu        | Résultat | Épreuve  | Performance    |
| ---- | ------------------------------ | ----------- | -------- | -------- | -------------- |
| 2007 | Championnats d'Amérique du Sud | São Paulo   | 2e       | 10 000 m | 34 min 13 s 24 |
| 2009 | Championnats d'Amérique du Sud | Lima        | 1re      | 5 000 m  | 16 min 0 s 41  |
| 2009 | Championnats d'Amérique du Sud | Lima        | 1re      | 10 000 m | 33 min 11 s 79 |
| 2011 | Jeux panaméricains             | Guadalajara | 3e       | 5 000 m  | 16 min 41 s 50 |
| 2014 | Championnats ibéro-américains  | São Paulo   | 1re      | 5 000 m  | 15 min 58 s 85 |
| 2015 | Championnats d'Amérique du Sud | Lima        | 1re      | 10 000 m | 32 min 28 s 87 |
| 2018 | Jeux sud-américains            | Cochabamba  | 1re      | 10 000 m | 35 min 57 s 88 |

### Records
| Épreuve  | Performance         | Lieu      | Date              |
| -------- | ------------------- | --------- | ----------------- |
| 5 000 m  | 15 min 30 s 65 (NR) | Trujillo  | 28 novembre 2013  |
| 10 000 m | 31 min 56 s 62 (NR) | Palo Alto | 2 mai 2015        |
| Marathon | 2 h 26 min 48 s     | Berlin    | 28 septembre 2014 |